# 구아라니 FC
구아라니 푸치보우 클루비(포르투갈어: Guarani Futebol Clube)는 1911년 4월 2일에 창단한 브라질의 축구 클럽으로 상파울루주 캄피나스를 연고지로 한다. 홈 경기장으로 이스타디우 브린쿠 지 오루 다 프린세사를 사용하며 1953년 5월 31일에 지어졌고 수용 인원은 29,130명이다. 구단의 별칭은 부그리(포르투갈어: Bugre)로 브라질의 토착민을 표현하는 용어이다. 구단의 서포터들은 부그리노스(포르투갈어: Bugrinos)라 불린다.
구단의 최대 라이벌은 같은 연고지를 공유하는 AA 폰치 프레타이며 두 팀간의 경기는 캄피네이루 더비로 불린다.

## 역사

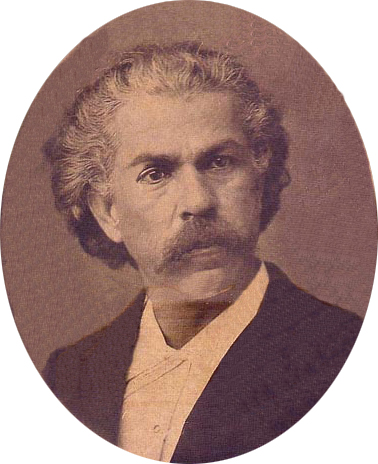
카를루스 고메스

구아라니 FC는 1911년 4월 1일 상파울루주 캄피나스에서 창단되었다. 창단 멤버는 이스타두 체육관의 학생들로, 폼페우 지 비투, 에르나니 펠리푸 마탈루, 비센치 마탈루가 그들이었다. 구단의 초대 회장으로 비센치 마탈루가 선출되었다. 특이하게도, 구단의 실제 창단일은 4월 1일이지만, 이 날짜는 만우절로, 라이벌 구단의 서포터들의 조롱을 피하기 위해 공식 창단일자를 4월 2일로 수정하였다. 구단명 "구아라니"는 캄피나스 태생의 19세기 브라질 음악가 안토니우 카를루스 고메스의 오페라 이우 구아라니(포르투갈어: Il Guarany)로부터 따왔다.
1949년 구아라니는 캄페오나투 파울리스타 2부에서 우승을 차지하였다. 1978년 캄페오나투 브라질레이루 세리이 A에서 SE 파우메이라스를 꺾은 구아라니는, 브라질 교외에 위치한 구단 중 최초로 전국 리그에서 우승을 차지하게 되었다. 1979년 코파 리베르타도레스에서는 4강전까지 올라섰으며, 파라과이의 클루브 올림피아에 의해 탈락하였다.
2016년 캄페오나투 브라질레이루 세리이 C에서 4강에 오르며, 4년만에 캄페오나투 브라질레이루 세리이 B로 복귀하였다.

## 수상
- 캄페오나투 브라질레이루 세리이 A
  - 우승 (1회) : 1978
  - 준우승 (2회) : 1986, 1987
- 캄페오나투 브라질레이루 세리이 B
  - 우승 (1회) : 1981
  - 준우승 (2회) : 1991, 2009
- 캄페오나투 브라질레이루 세리이 C
  - 준우승 (2회) : 2008, 2016
- 캄페오나투 파울리스타
  - 준우승 (2회) : 1988, 2012
- 캄페오나투 파울리스타 세리이 A2
  - 우승 (1회) : 1949
  - 준우승 (1회) : 2011

## 선수 명단

### 현역
참고: FIFA 자격 규정에 따라 소속된 국가대표팀 국기를 표시합니다. 선수는 복수의 FIFA 비회원국 국적을 가지고 있을 수 있습니다.
| 번호 | 포지션 | 국적 | 이름   |
| ---- | ------ | ---- | ------ |
| 47   | MF     |      | 피에르 |

| 번호 | 포지션 | 국적 | 이름                               |
| ---- | ------ | ---- | ---------------------------------- |
| 77   | FW     |      | 말론 로베르토 도스 산토스 비비아노 |

## 역대 감독
| 감독                | 임기        |
| ------------------- | ----------- |
| 네우시뉴 바프치스타 | 1991        |
| 바당                | 1997        |
| 바당                | 1998        |
| 히카르두 고메스     | 2001        |
| 토니뉴 세레주       | 2005        |
| 바당                | 2009 ~ 2010 |
| 바당                | 2012        |
| 핀타도              | 2015 ~ 2016 |
| 바당                | 2017        |
| 핀타도              | 2024        |